# Caroline Bielskis
Caroline Bielskis (* 8. August 1960 in Kalifornien) ist eine US-amerikanische Schauspielerin.

## Leben
Bielskis spielte die Di im 2013 erschienenen Film Plato’s Symposium und hatte etliche weitere Auftritte in Kurzfilmen sowie in verschiedenen Fernsehserien wie etwa in Gilmore Girls (2005), Zeit der Sehnsucht (2007) und Criminal Minds (2009). 2013 wurde ihr Kurzfilm Great First Date veröffentlicht, bei dem sie Regisseurin, Drehbuchautorin, Produzentin und Schauspielerin war.
Sie ist alleinerziehende Mutter eines Sohnes.

## Filmografie
- 2004: Monk (Fernsehserie, eine Folge)
- 2005: Star Trek: Enterprise (Fernsehserie, eine Folge)
- 2005: Inner Prison (Kurzfilm)
- 2005: Gilmore Girls (Fernsehserie, eine Folge)
- 2006: Passions (Fernsehserie, eine Folge)
- 2006: Bad Hair Day (Kurzfilm)
- 2007: Asparagus (Kurzfilm)
- 2007: Zeit der Sehnsucht (Days of Our Lives, Fernsehserie, 4 Folgen)
- 2008: Accidents Happen (Kurzfilm)
- 2009: Criminal Minds (Fernsehserie, eine Folge)
- 2009: Two and a Half Men (Fernsehserie, eine Folge)
- 2009: The Juggler (Kurzfilm)
- 2012: Quiet (Kurzfilm)
- 2013: Great First Date (Kurzfilm)
- 2013: Plato’s Symposium
- 2013: Flabbergasted (Kurzfilm)
- 2013: Every Breath (Kurzfilm)
- 2014: La La
- 2014: Mind Trap (Kurzfilm)